# Johann Gottlieb Fichte
Johann Gottlieb Fichte, ”den ældre Fichte”, (født 19. maj 1762 i Rammenau, Sachsen, død 27. januar 1814 i Berlin), var en tysk filosof; far til filosoffen Immanuel Hermann Fichte, "den yngre Fichte".
Fichte var ved siden af Friedrich Schelling og Georg Friedrich Hegel den tyske idealismes ledende repræsentant.

## Biografi
Fichte kom fra fattige kår. Faderen var væver. En slægtning til den stedlige herremand lagde mærke til hans opfattelsesevne og hukommelse og bekostede hans skoleuddannelse.
Han studerede teologi i årene 1780–1784, først i Jena og Wittenberg, senere i Leipzig, men han afbrød studierne. I årene 1784–1794 arbejdede han som huslærer.
Som følge af, at en filosofistudent bad ham om at forklare Kants Kritik der reinen Vernunft, vendte han i 1790 tilbage til Leipzig og fordybede sig i Kant. Han oplevede Kants filosofi som en befrielse fra sit deterministiske verdenssyn, og skrev Aphorismen über Religion und Deismus. I juli 1791 besøgte han Kant i Königsberg, men blev skuffet over mødet.
I 1792 udgav han efter Kants anbefaling værket Versuch einer Critik aller Offenbarung. Værket blev udgivet anonymt og gik først for at være et længe savnet religionsfilosofisk værk af Kant selv. Da Kant opklarede misforståelsen, blev Fichte berømt og fik en undervisningsstilling i filosofi i Jena efter anbefaling af Weimarministeren Goethe. Fichte blev Reinholds efterfølger og tiltrådte i 1794. Samme år udgav han det første udkast til en systematisk rekonstruktion af Kants videnskabslære, den såkaldte Grundlage der gesamten Wissenschaftslehre.
I de følgende år offentliggjorde han en del større værker, af disse skabte essayet Über den Grund unseres Glaubens an eine göttliche Weltregierung fra 1798 furore og førte til den såkaldte ateismestrid. Fichte blev beskyldt for at være ateist og modtog i 1799 en irettesættelse, hvorefter han trådte tilbage som professor. I en appel forsøgte han at tilbagevise påstanden om, at han var ateist.
I årene efter afskedigelsen boede han sig hovedsagelig i Berlin, hvor han arbejdede som privatdocent. I 1804 takkede Fichte ja til en stilling ved Universitetet i Erlangen og blev professor fra april 1805. I 1806 flygtede han til Königsberg på grund af Napoleons invasion.
Han vendte tilbage til Berlin i 1807 og holdt i årene 1807–1808 sine berømte patriotiske Taler til den tyske nation (Reden an die deutsche Nation), vendt mod Napoleon. De gav stødet til en tysk national bevægelse. I 1810 blev han udnævnt til professor i filosofi ved det nyoprettede universitet i Berlin og blev dets første rektor (1811–1812).

## Filosofi
Et grundlæggende begreb i Fichtes filosofi er det absolutte jeg. Dette absolutte jeg må ikke forveksles med det enkelte menneskes jeg. Det skal forstås som et alment jeg, som indeholder alle individuelle jeger. Det absolutte jeg kan forstås som Gud (en betegnelse, der undertiden bruges af Fichte selv).
Om det absolutte jeg siger han, at det ”sætter” (frembringer) sig selv. Det absolutte jeg er det grundlæggende, og det grundlæggende kan ikke forklares ved hjælp af noget andet. Derfor kan han bruge et paradoksalt udtryk som: ”Det absolutte jeg er, idet det sætter sig, og sætter sig, idet det er”. Man kan også udtrykke sagen på den måde, at det absolutte jeg er handling (Tathandlung (urhandling)). Det eksisterer kun for så vidt som det handler.
Verdensjeget (det absolutte jeg) er en universalbevidsthed, der præger og udfolder alt eksisterende. Det manifesterer sig blandt andet i de individuelle jeger. Individernes opgave er at omforme verden i overensstemmelse med verdensjegets (Guds) vilje. Da individerne er en del af verdensjeget, er deres handlinger afhængige af verdensviljen. Fichte går ud fra, at der i ethvert menneske er lagt et grundlag for ægte selverkendelse – og dermed for Gudserkendelse. Gudsbegrebet har en umiddelbar forbindelse med den moralske bevidsthed i mennesket.
Fichtes filosofi er en idealistisk filosofi. Den ser det absolutte jeg (den absolutte bevidsthed), ikke materien, som det, der er grundlaget for alt andet. Omverdenen kalder han ikke-jeget, og den er ”sat” (frembragt) af det absolutte jeg. Omverdenen er dybest set udtryk for det absolutte jegs vilje. Det absolutte jeg har en vilje til selvbegrænsning, en vilje til at skabe en modsætning til eller en modstand for sig selv. Eksistensen af ikke-jeget bevirker, at arbejde og kamp bliver mulig for mennesket, og først gennem den frie brug af åndelige kræfter når mennesket til sin bestemmelses højeste mål.
Det er omstridt, hvorvidt hans idealisme er subjektiv idealisme eller objektiv idealisme. Den kan kaldes subjektiv idealisme, for så vidt som den kan siges at orientere sig ud fra det individuelle jeg. Den kan imidlertid også kaldes objektiv idealisme, for så vidt som den har sit dybeste grundlag i det absolutte jeg, som ikke kun er noget i det enkelte menneske, men som også er noget uden for det enkelte menneske. Det absolutte jeg er et alment jeg.
For så vidt som der er tale om objektiv idealisme, kan Fichtes filosofi også betegnes som etisk idealisme. Etikken udspringer af noget objektivt, nemlig det absolutte jegs vilje. Mennesket kan erkende det objektivt gode i kraft af, at det er delagtigt i det absolutte jeg.

## Vigtigste værker
- Grundlaget for hele videnskabslæren. 1794. I dette hovedværk bestemmer Fichte det absolutte jegs sættelse af sig selv som kernepunktet for viden og filosofiens endegyldige begrundelse.[7]
- Forsøg på en ny fremstilling af videnskabslæren. 1797/98. Oversat og udgivet af Poul R. Mørch-Petersen. Det lille Forlag 2001. 87-90030-85-0.
- Taler til den tyske nation. 1807/08. Skrevet i forbindelse med de franske troppers tilstedeværelse i Berlin.